# Освьель
Освье́ль (фр. Aussevielle) — коммуна во Франции, находится в регионе Аквитания. Департамент — Атлантические Пиренеи. Входит в состав кантона Арти-э-Пеи-де-Субестр. Округ коммуны — По.
Код INSEE коммуны — 64080.

## География

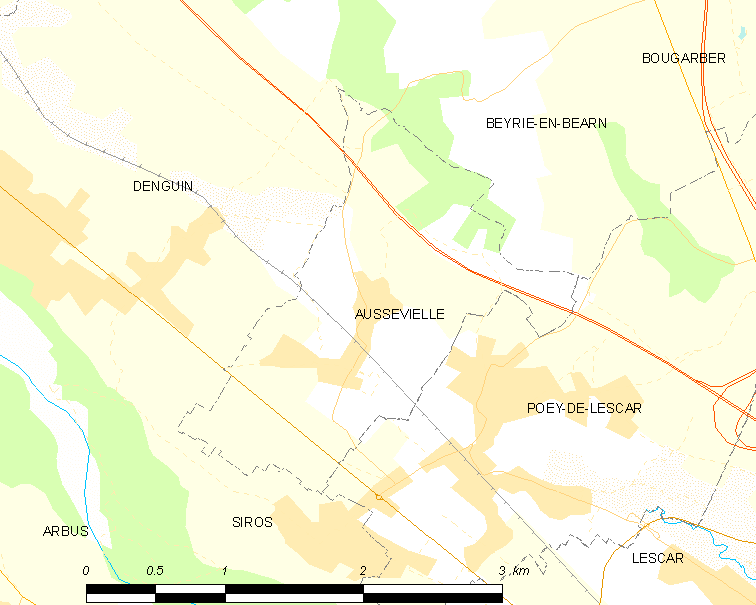
Карта коммуны

Коммуна расположена приблизительно в 650 км к югу от Парижа, в 165 км южнее Бордо, в 11 км к северо-западу от По.
На юге коммуны протекает река Ус-де-Буа.

### Климат
Климат тёплый океанический. Зима мягкая, средняя температура января — от +5°С до +13°С, температуры ниже −10 °C бывают редко. Снег выпадает около 15 дней в году с ноября по апрель. Максимальная температура летом порядка 20-30 °C, выше 35 °C бывает очень редко. Количество осадков высокое, порядка 1100 мм в год. Характерна безветренная погода, сильные ветры очень редки.

## Население
Население коммуны на 2010 год составляло 797 человек.
| 1962 | 1968 | 1975 | 1982 | 1990 | 1999 | 2010 |
| ---- | ---- | ---- | ---- | ---- | ---- | ---- |
| 99   | 126  | 185  | 258  | 406  | 480  | 797  |

## Администрация
| Период | Период | Фамилия       | Партия | Примечания |
| ------ | ------ | ------------- | ------ | ---------- |
| 2001   | 2020   | Жак Локателли |        |            |

## Экономика
В 2010 году среди 549 человек трудоспособного возраста (15-64 лет) 420 были экономически активными, 129 — неактивными (показатель активности — 76,5 %, в 1999 году было 73,5 %). Из 420 активных жителей работали 405 человек (223 мужчины и 182 женщины), безработных было 15 (6 мужчин и 9 женщин). Среди 129 неактивных 60 человек были учениками или студентами, 32 — пенсионерами, 37 были неактивными по другим причинам.

## Фотогалерея

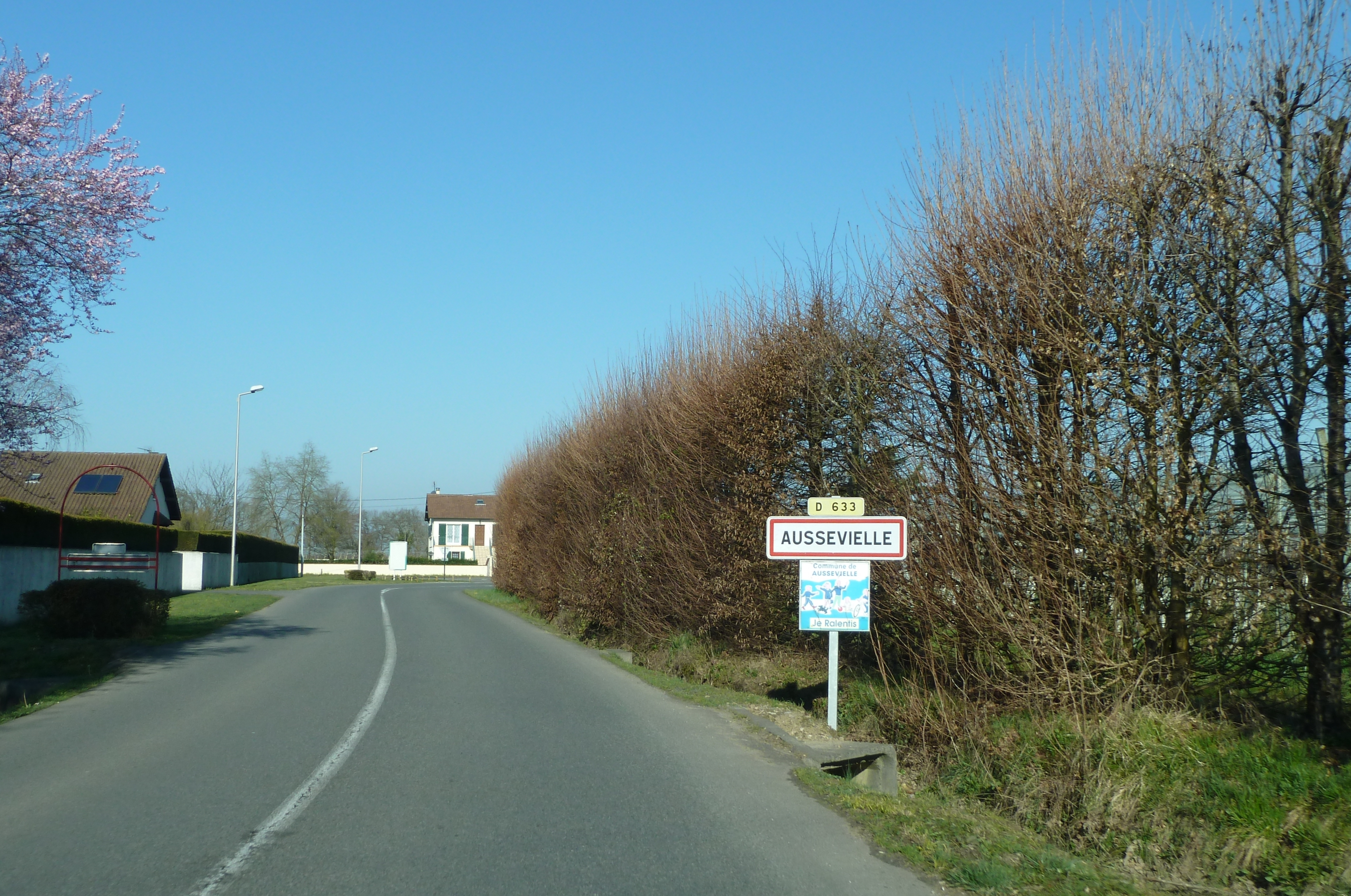
Въезд в Освьель
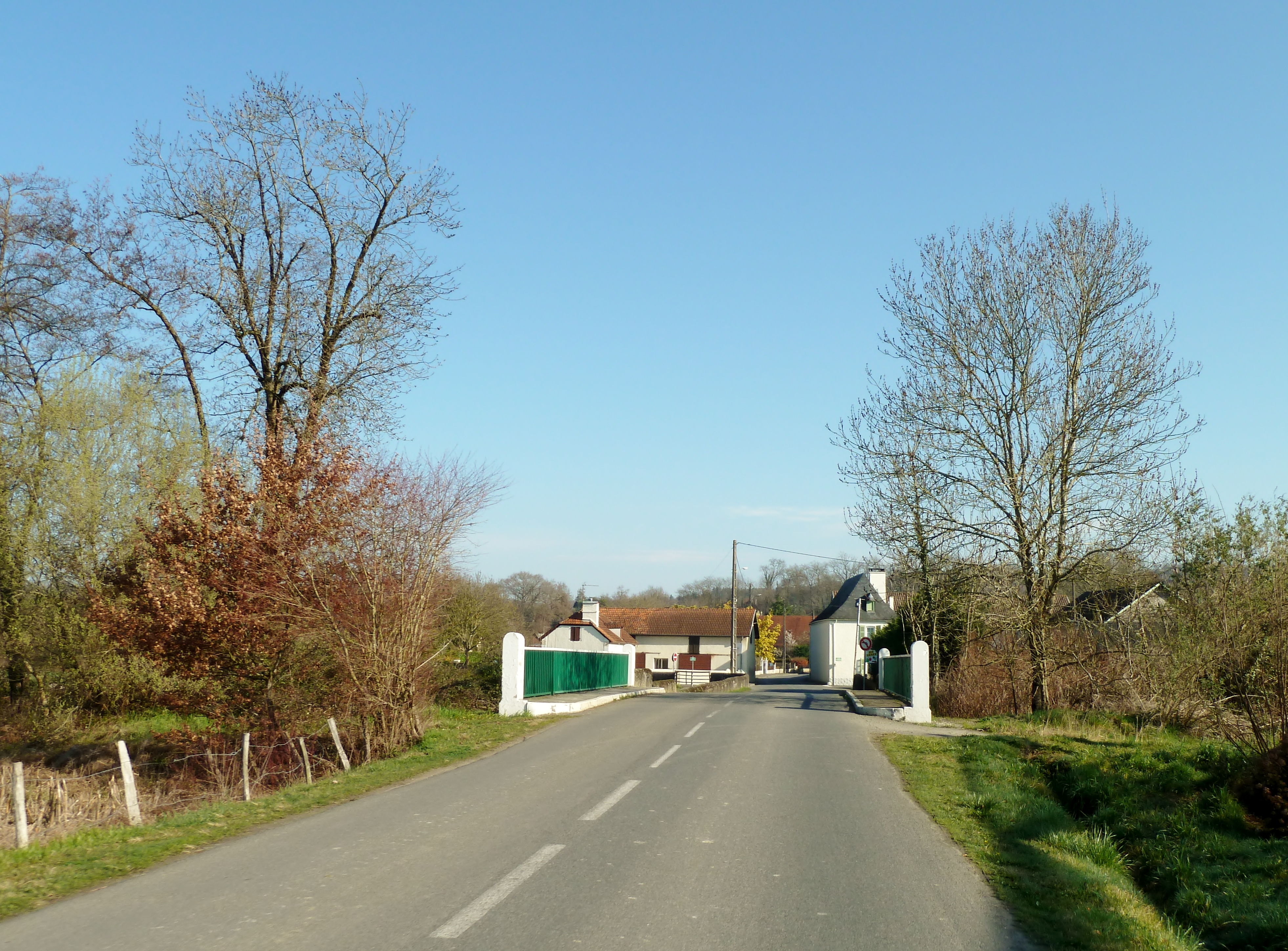
Освьель
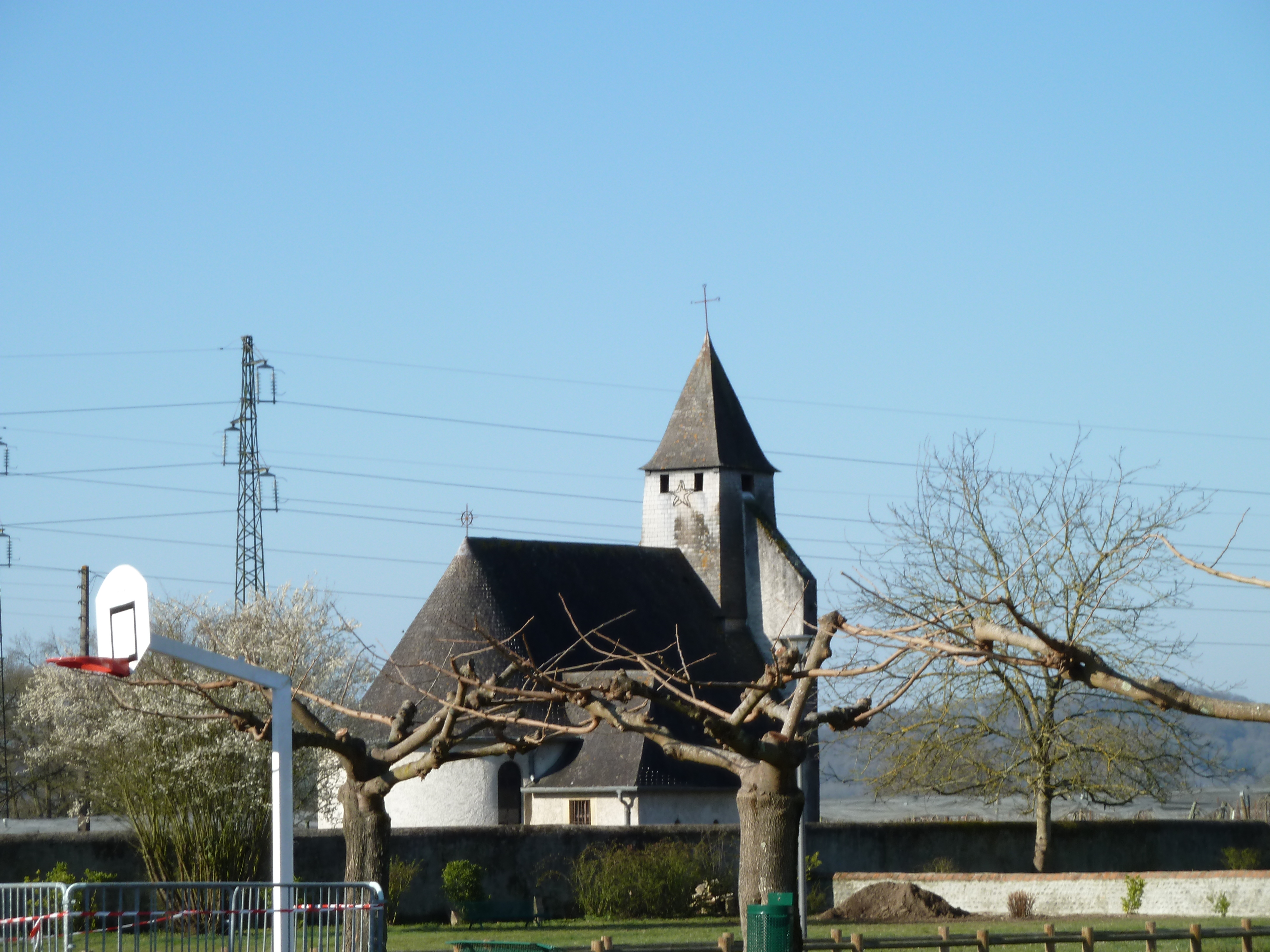
Церковь Св. Иоанна Крестителя
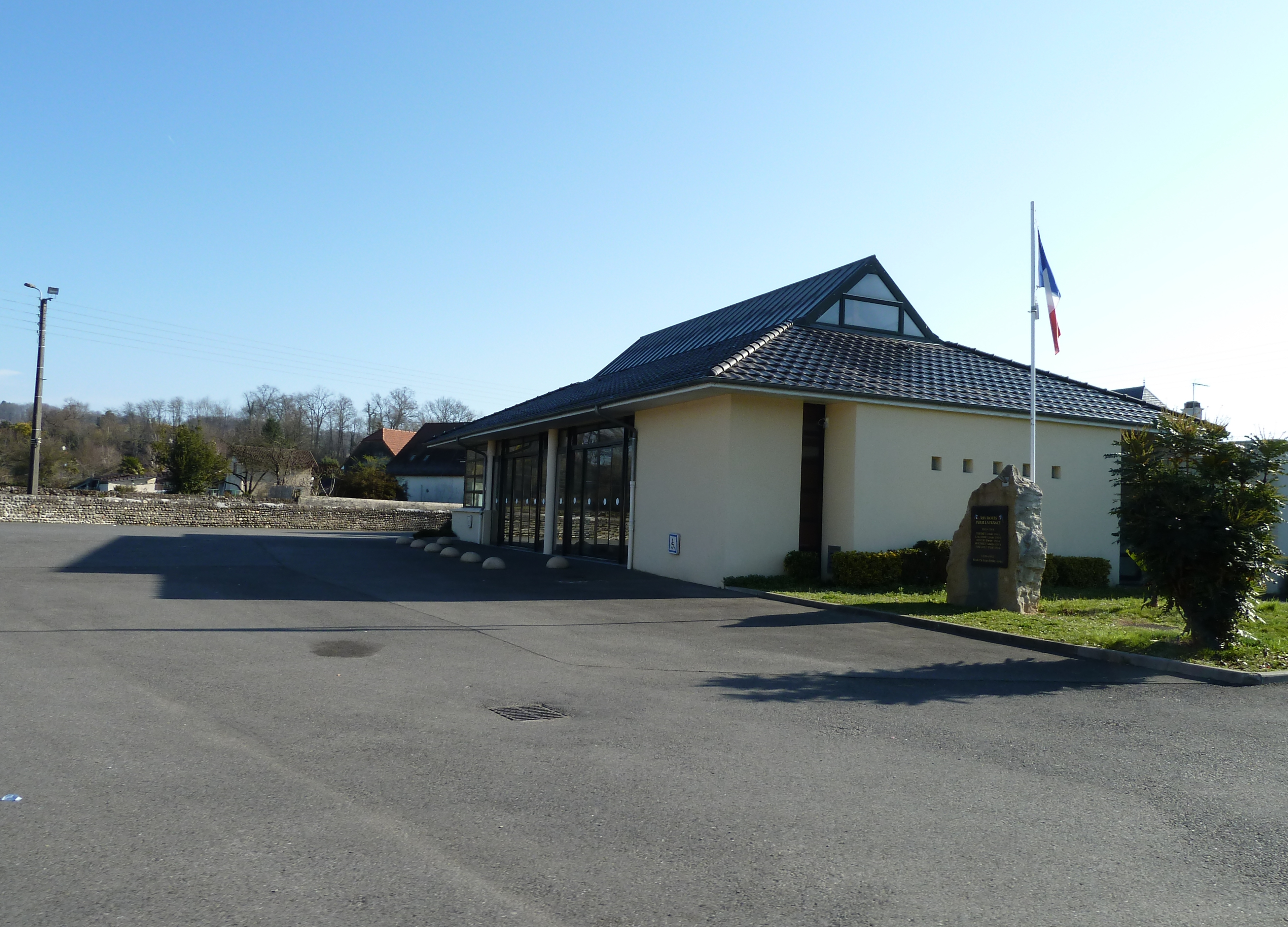
Зал
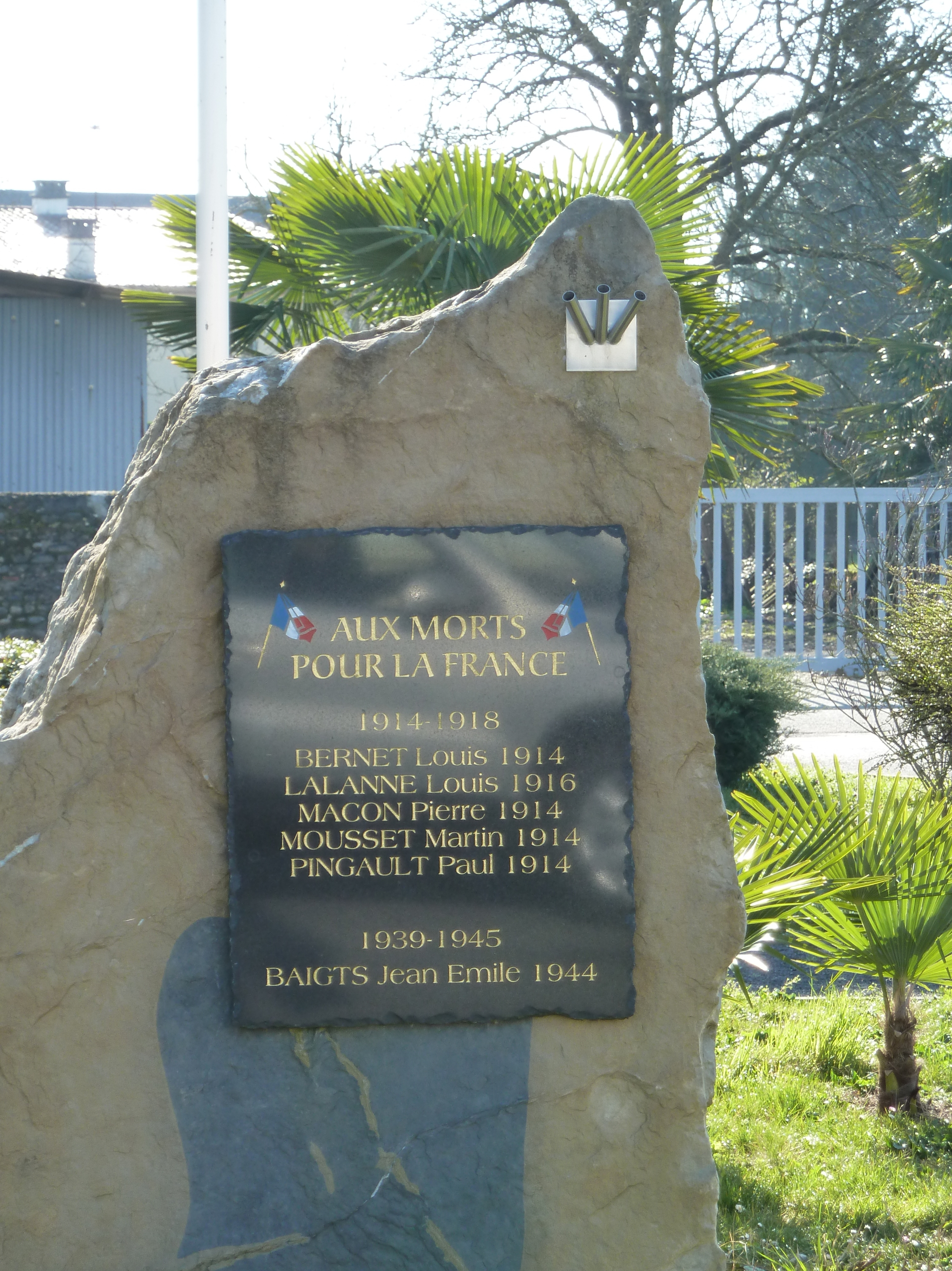
Военный мемориал